# Al-Hilal Football Club
Pour les articles homonymes, voir Al Hilal.
Maillots
Actualités
Le Hilal Football Club (en arabe : نادي الهلال لكرة القدم), plus communément appelé Al-Hilal (en الهلال : « le croissant ») est un club saoudien de football fondé en 1957 et basé à Riyad, la capitale d'Arabie saoudite.

## Histoire
Al-Hilal Club est fondé le 16 octobre 1957 en tant qu'El Olympy (« L'Olympique »), par Abdul Rahman Bin Said. Le club change de nom le 3 décembre 1958 par décret du roi Saoud, après un premier tournoi ayant opposé l'Olympic Club, Al-Shabab, Al-Riyadh et El-Kawkab (en).
Le club remporte la Coupe du Roi d'Arabie saoudite, une des deux compétitions nationales à l'époque, en 1961. En 1964, le club réalise le doublé Coupe d'Arabie saoudite-Coupe du Roi, qui l'établit durablement dans l'élite du football saoudien. Le club fait partie des huit fondateurs du Championnat d'Arabie saoudite, dont il remporte la première édition en 1977. Le club profite de sa renommée naissante et de sa puissance financière pour attirer des techniciens de renom, dont l'entraîneur brésilien Mario Zagallo et le milieu de terrain international brésilien Roberto Rivelino.
Al Hilal remporte de nouveau le championnat en 1979, 1985, 1986, 1988, 1990... et atteint la seconde place en 1980, 1981, 1983 et 1987, sans compter les compétitions de coupe. 
À partir des années 1980, les compétitions continentales se développent, et notamment la Coupe d'Asie des clubs champions dont Al-Hilal est finaliste en 1987 et 1988, après avoir remporté en 1986 la Coupe des clubs champions du golfe Persique. En 1992, Al-Hilal remporte la Coupe d'Asie des clubs champions face à l'Esteghlal Téhéran, tenant du titre. Les titres internationaux s'accumulent dans les années 1990 : Ligue des champions arabes en 1994 et 1995, Coupe d'Asie des vainqueurs de coupe et Supercoupe d'Asie en 1997, Coupe des clubs champions du golfe Persique en 1998... Surtout, en 2000, les Saoudiens remportent pour la deuxième fois la Coupe d'Asie des clubs champions, face aux Japonais de Júbilo Iwata, puis de nouveau la Coupe d'Asie des vainqueurs de coupe en 2002.
Après cette décennie de triomphes, Al-Hilal doit faire avec l'émergence au plus haut niveau continental de son rival Al-Ittihad, basé à Djeddah, qui enlève sept titres de champion entre 1997 et 2009 et remporte à son tour la Ligue des champions de l'AFC en 2004 et 2005. Dans le même temps, Al-Hilal, qui voit ses principales stars arrêter leur carrière (Youssef al-Thuniyan en 2005, Sami al-Jaber et Nawaf al-Temyat en 2008, Mohammed al-Deayea en 2010) est sorti prématurément de la Ligue des champions en 2005 et 2008.
Le 31 janvier 2019, le Croate Zoran Mamić est nommé à la tête du club en remplacement du Portugais Jorge Jesus, qui voit son contrat résilié d'un « commun accord » pour divergences de point de vue avec sa direction.
En septembre 2022, Al-Hilal propose à Cristiano Ronaldo, la superstar de Manchester United, un contrat d'une valeur de 242 millions d'euros pour deux saisons. L'offre est refusée. Quelques mois plus tard, Ronaldo accepte une offre du Al-Nassr Football Club, rival historique.
Il est désigné « meilleur club asiatique du XXe siècle » par l'IFFHS [Quand ?], loin devant son principal concurrent le club nippon Yokohama Marinos.

## Palmarès
| Compétitions nationales | Compétitions internationales |

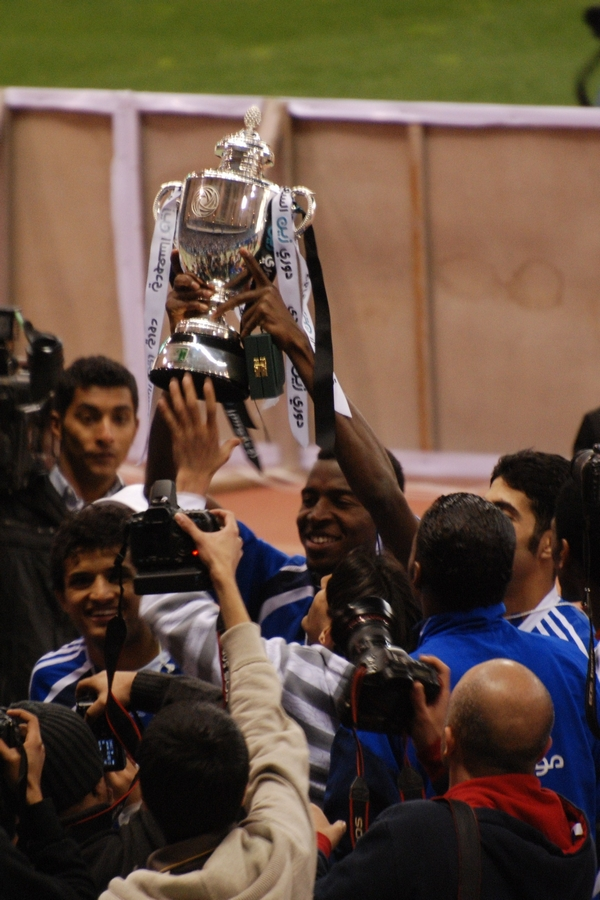
Al-Hilal champion en 2010

| - Championnat d'Arabie saoudite (19) : - Champion : 1977, 1979, 1985, 1986, 1988, 1990, 1996, 1998, 2002, 2005, 2008, 2010, 2011, 2017, 2018, 2020, 2021, 2022 et 2024 - Vice-champion : 1980, 1981, 1983, 1987, 1993, 1995, 1997, 2006, 2007, 2009, 2013, 2014, 2016, 2019 et 2025 - Coupe du Roi des Champions (11) : - Vainqueur : 1961, 1964, 1980, 1982, 1984, 1989, 2015, 2017, 2020, 2023 et 2024 - Finaliste : 1963, 1968, 1977, 1981, 1985, 1987 et 2010 - Coupe du Prince Héritier (13) : - Vainqueur : 1964, 1995, 2000, 2003, 2005, 2006, 2008, 2009, 2010, 2011, 2012, 2013 et 2016 - Finaliste : 1994, 1999, 2014 et 2015 - Coupe du Prince Faisal (7) : - Vainqueur : 1987, 1990, 1993, 1996, 2000, 2005 et 2006 - Finaliste : 1986, 2002, 2004, 2008 et 2010 - Supercoupe d'Arabie Saoudite (5) : - Vainqueur : 2015, 2018, 2021, 2023 et 2024 - Finaliste : 2016 | - Coupe du monde des clubs de la FIFA (0) : - Finaliste : 2022 - Ligue des champions de l'AFC (4) : - Vainqueur : 1991, 2000, 2019 et 2021 - Finaliste : 1986, 1987, 2014, 2017 et 2022 - Coupe des coupes de l'AFC (2) : - Vainqueur : 1996-1997 et 2001-2002 - Supercoupe de l'AFC (2) : - Vainqueur : 1997 et 2000 - Finaliste : 2002 - Coupe afro-asiatique de la FIFA : - Finaliste : 1992 - Coupe des champions arabes (2) : - Vainqueur : 1994 et 1995 - Finaliste : 1989, 2019 et 2023 - Coupe des vainqueurs arabes (1) : - Vainqueur : 2000 - Supercoupe arabe (1) : - Vainqueur : 2001 - Finaliste : 1992 et 1996 - Coupe du golfe des clubs champions (2) : - Vainqueur : 1986 et 1998 - Finaliste : 1987, 1992 et 2000 |

## Infrastructures
Le stade international du Roi-Fahd (arabe : ملعب الملك فهد الدولي) est un stade à usage multiple situé à Riyad en Arabie saoudite. Il est principalement utilisé pour les rencontres de football et les compétitions d'athlétisme. Le stade dispose d'une capacité de 67 000 places.

Stade international du Roi-Fahd
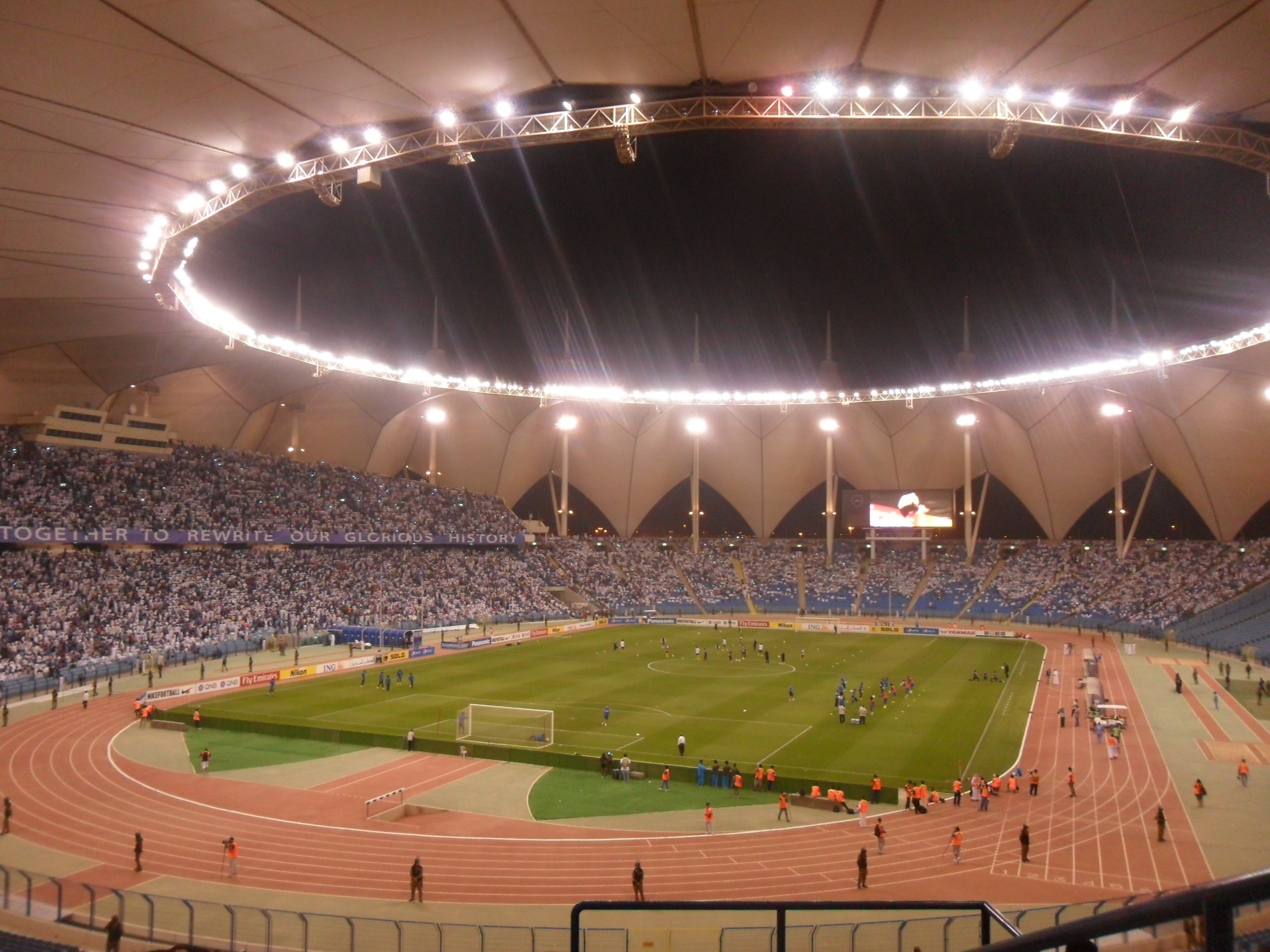

## Personnel du club

### Staff technique
| Position                       | Nom                             |
| ------------------------------ | ------------------------------- |
| Entraîneur                     | Simone Inzaghi                  |
| Entraineur adjoint             | António Manuel Martins Vieira   |
| Entraineur adjoint             | José Barros Araújo              |
| Entraîneur Fitness             | Nélson Cândido Andrade Caldeira |
| Entraîneur Fitness Adjoint     | Abdulaziz Aldosari              |
| Analyste de Performance Senior | Miguel Ribeiro Moita            |
| Analyste de Performance        | Diogo Guilherme                 |
| Entraîneur Gardien de but      | Smail Messaoud                  |
| Médecin                        | Juan David Peña Duque           |
| Entraineur Equipe B            | Rodolfo Miguens                 |
| Director of Football           | Saud Kariri                     |

### Direction
| Office                       | Name                   |
| ---------------------------- | ---------------------- |
| Président                    | Nawaf Bin Saad Al Saud |
| Vice-président               |                        |
| Secrétaire-General           | Ahmed Al Khameis       |
| Assistant Secrétaire-General | Fahd Al Hamidi         |
| Directeur du groupe public   | Fahd Al-Ghosn          |
| Officiel professionnel       | Dr Abdullah Al Burgan  |
| Secrétaire                   | Morjaan                |

## Personnalités du club

### Entraîneurs du club
- Hasan Sultan
- Al Toom Jobarat Allah
- Rivelino

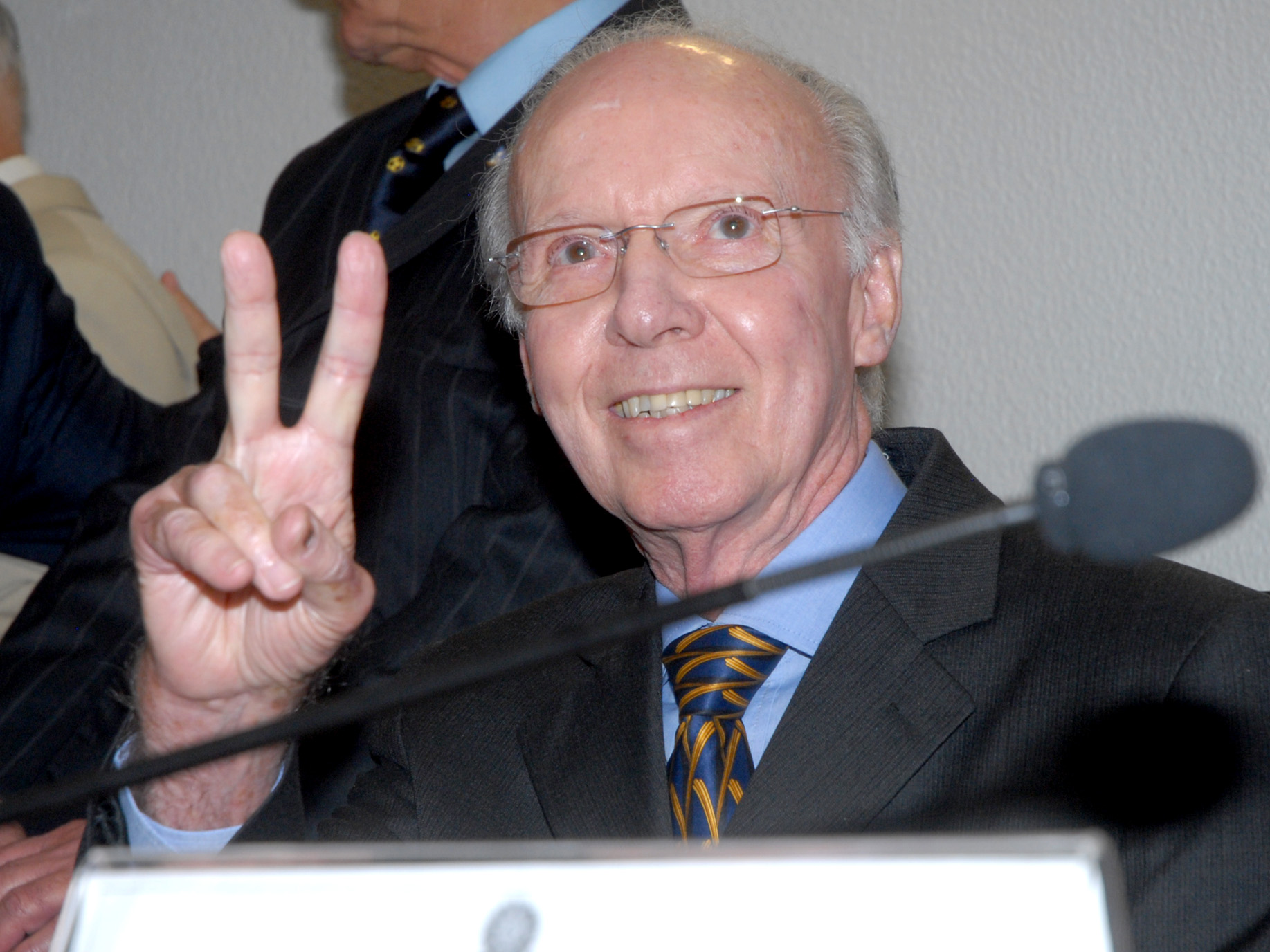
Mário Zagallo.

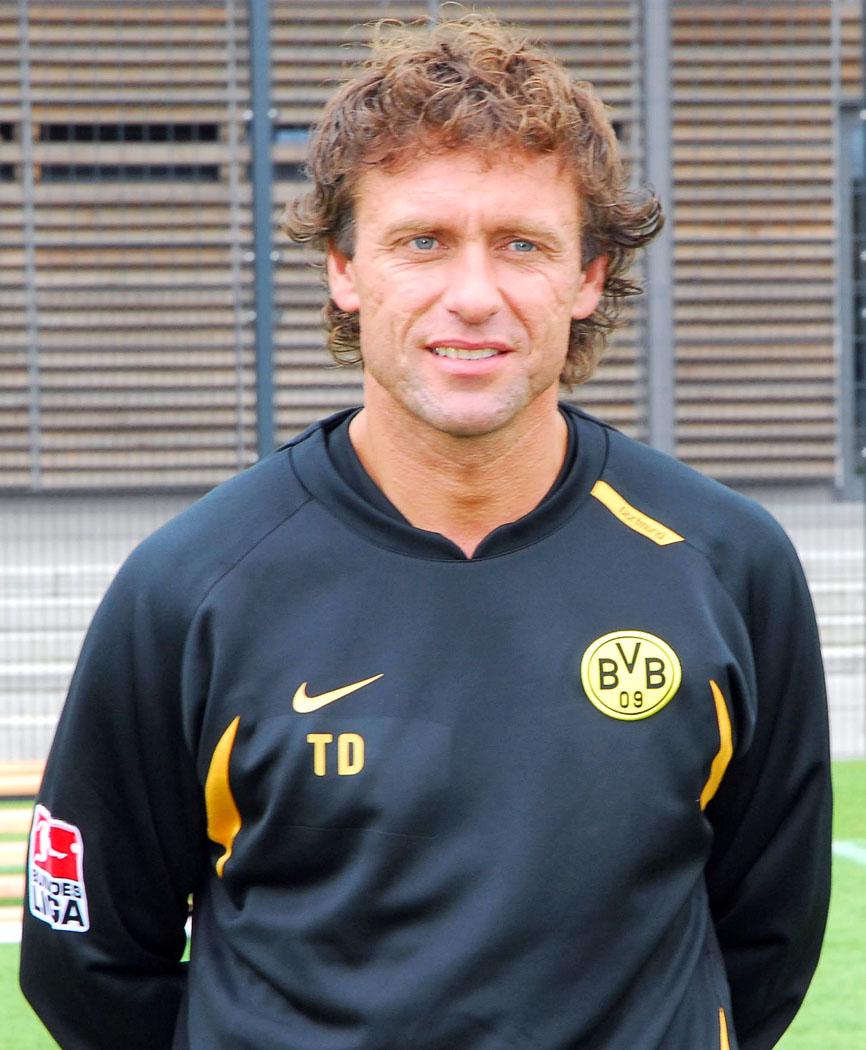
Thomas Doll.

- George Smith (1976-1978)
- Paulo Amaral (1978)
- Mário Zagallo (1978-1979)
- Olten Filho (1981-1982)
- László Kubala (1982-1984)
- Ljubiša Broćić (1984)
- José Candido (1985)
- Noagira (1986)
- Rubens Minelli (1987)
- Omar Borrás (1988)
- José Candido (1988-1989)
- João Carlos (1989)
- Joel Santana (1989-1990)
- Edson Tavares (1990-1991)
- Cedinho (1991)
- Paulo Emilio (1991-1992)
- Sebastião Lazaroni (1991-1993)
- José Oscar Bernardi (1993)
- Nelsinho Baptista (1993-1994)
- Antônio Lopes (1994)
- José Oscar Bernardi (1995)
- Willem van Hanegem (1995-1996)
- Gobier (1996)
- Mirko Jozić (1996-1997)
- Heron Ferreira (1997)
- José Oscar Bernardi (1997)
- Ilie Balaci (1997-1998)
- Reiner Hollmann (1998-1999)
- Khalil al-Zayani (1999)
- Lori Sandri (1999)
- Anghel Iordănescu (1999-2000)
- Ilie Balaci (2000-2001)
- Safet Sušić (2001)
- Artur Jorge (2001-2002)
- Francisco Maturana (2002)
- Ilie Balaci (2002-2003)
- Aad de Mos (2003-2004)
- Ahmed Alajlani (2004)
- Marcos Paquetá (2004-2005)
- José Candido (2006)
- José Peseiro (2006-2007)
- Toninho Cerezo (2007)
- Cosmin Olăroiu (2007-2009)
- Georges Leekens (2009)
- Eric Gerets (2009-2010)
- Gabriel Calderón (2010-2011)
- Thomas Doll (2011-2012)
- Ivan Hašek (2012)
- Antoine Kombouaré (2012-2013)
- Zlatko Dalić (2013)
- Sami Al-Jaber (2013-2014)
- Laurențiu Reghecampf (2014–fév. 2015)
- Giorgos Donis (mars 2015-2016)
- Abdullatif Al-Hussaini (2016)
- Gustavo Matosas (2016)
- Marius Ciprian (2016)
- Ramón Díaz (2016-2018)
- Juan Brown (2018)
- Jorge Jesus (2018-2019)
- Zoran Mamić (31/01/2019-2021)
- Leonardo Jardim (juin 2021-fév. 2022)
- Ramón Díaz (fév. 2022-mai 2023)
- Jorge Jesus (juil.2023-mai 2025)
- Simone Inzaghi (depuis juin 2025)

### Anciens joueurs du club

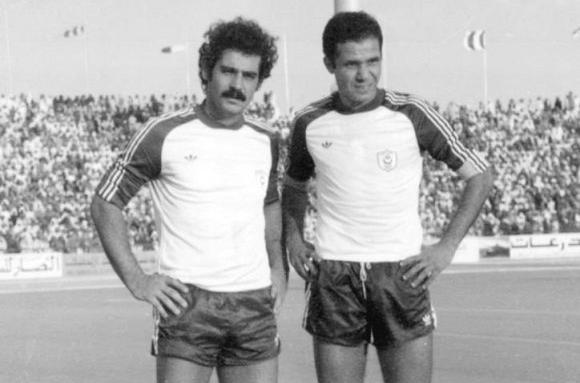
Rivelino à gauche et Néjib Limam à droite, sous le maillot d'Al-Hilal en 1979.

Parmi les joueurs ayant porté le maillot d'Al-Hilal, les attaquants Sami al-Jaber et Youssef al-Thuniyan, le milieu de terrain Nawaf al-Temyat, élu meilleur joueur asiatique en 2000, et le gardien de but Mohammed al-Deayea, recordman du nombre de sélections internationales, ont plus particulièrement marqué l'histoire du club dans les années 1990 et 2000. De 1978 à 1981, le club accueille également la star brésilienne Rivelino.